# 인천창조경제혁신센터
인천창조경제혁신센터(仁川創造經濟革新中心, Incheon Center for Creative Economy & Innovation)는 정부·지방자치단체·민간 간 협력을 통한 창조경제 실현 및 확산에 기여하기 위하여 설립된 재단법인이다. 인천광역시 연수구 갯벌로 12 미추홀타워 7층 (송도동)에 있고, 제물포센터는 인천광역시 미추홀구 석정로 229 (도화동 76-16) JST타워 6, 7층에 있다.

## 관련 규정
- 창조경제 민관협의회 등의 설치 및 운영에 관한 규정[4]

## 연혁
- 2014년 3월 24일 인천창조경제협의회(위원 : 36명) 출범 (공동의장 : 인천광역시청 경제부시장, 인천상공회의소 회장)
- 2015년 1월 14일 인천창조경제혁신센터 법인설립 (제물포)
- 2015년 7월 22일 인천창조경제혁신센터 개소식. 센터본원 이전(본원 : 송도, 분원 : 제물포)[5]
- 2016년 3월 2일 고용존 구축 및 운영

## 조직

### 인천창조경제혁신센터장
| - 경영기획팀 - 재무회계팀 | - 스마트물류팀 - 스마트시티팀 - 글로벌사업팀 | - 사업총괄팀 - 연계사업팀 - 고용지원팀 |

## 같이 보기
| - 서울창조경제혁신센터 - 경기창조경제혁신센터 | - 강원창조경제혁신센터 | - 세종창조경제혁신센터 - 충북창조경제혁신센터 - 대전창조경제혁신센터 - 충남창조경제혁신센터 | - 전북창조경제혁신센터 - 광주창조경제혁신센터 - 빛가람창조경제혁신센터 - 전남창조경제혁신센터 - 광양창조경제혁신센터 | - 대구창조경제혁신센터 - 경북창조경제혁신센터 - 포항창조경제혁신센터 - 부산창조경제혁신센터 - 울산창조경제혁신센터 - 경남창조경제혁신센터 | - 제주창조경제혁신센터 | - 민관합동창조경제추진단 - 인천신용보증재단 - 인천국제공항공사 - 인천공항에너지 - 인천항만공사 - 인천항보안공사 - 인천발전연구원 - 인천상공회의소 - 인천경제산업정보테크노파크 |